# T'bikh

Le t'bikh, ou t'beïkh, est un mets sucré-salé originaire de la ville de Constantine,.
C’est une gelée à base de miel, de viande de bœuf et d'amandes. On le sert lors des fiançailles et autres grandes occasions, comme le ramadan. Le t'bikh fait aussi partie de la tradition du smat constantinois, servi avec le mhalbi et le chrik.

## Préparation
Après avoir préparé la sauce avec de la viande de bœuf, oignon et épices, elle est filtrée avec une passoire et récupérée sous forme de jus. Ensuite, la préparation de la gelée se fait au feu avec de l'amidon dissous. Dès que cela commence à épaissir, la gelée est parfumée au miel et à l'eau de rose. Quand la préparation devient onctueuse, elle est retirée du feu puis on y ajoute un verre d'amandes concassées. Une fois la gelée prête, elle servira au nappage des morceaux de viande de bœuf.